# Gebardo, Duque de Lorena
Gebardo de Lahngau (c. 888 – Augsburgo, 22 de junho de 910), da dinastia Conradina , filho de Odão (m. 879), conde de Lahngau, e Judite; conde de Wetterau (909-910) e Rheingau (897-906) e, em seguida, duque de Lotaríngia (Lorena).

## Biografia
Em 903, Luís, a Criança, rei da Germânia, deu-lhe o governo da Lotaríngia com o título de duque (Kebehart dux regni quod um multis Hlotharii dicitur). Gebardo morreu em batalha contra os Magiares, em algum lugar, de Augsburgo.
Com a sua esposa Ida, teve dois filhos:
- Hermano (m. 949), duque da Suábia[3]

- Odão (m. 949),[3] conde de Wetterau (a partir de 914), Lahngau (a partir de 918), e Rheingau (a partir de 917), casado com Cunigunda, filha de Herberto I de Vermandois